# Fågelbergstjärnen, Västerbotten
Fågelbergstjärnen är en sjö i Skellefteå kommun i Västerbotten och ingår i Byskeälvens huvudavrinningsområde. Fågelbergstjärnen ligger i Byskeälven Natura 2000-område.